# Lord Darnley
Lord Darnley war ein erblicher britischer Adelstitel in der Peerage of Scotland, der mehrmals verliehen wurde.

## Verleihungen
Erstmals wurde der Titel im Jahr 1460 an John Stewart verliehen. Dieser wurde 1473 zum Earl of Lennox erhoben. Beim Tod seines Urenkels, Matthew Stewart, 4. Earl of Lennox, 1571, war dessen Sohn Henry Stuart, Lord Darnley bereits gestorben, daher fiel der Titel an Henrys Sohn, König Jakob VI., und verschmolz mit der schottischen Krone.
In zweiter Verleihung wurde der Titel 1562 John Stewart (1532–1563) einem illegitimen Sohn des schottischen Königs Jakob V. verliehen. Sein Sohn, der 2. Lord wurde 1581 zum Earl of Bothwell erhoben. Die Titel sind seit 1592 verwirkt, als Francis wegen Mordes geächtet wurde.
In dritter Verleihung wurde der Titel am 18. April 1572 an Charles Stewart verliehen, zusammen mit dem übergeordneten Titel Earl of Lennox. Die Titel erloschen bei seinem Tod 1576 und wurden beide in vierter Verleihung am 16. Juni 1578 für seinen Onkel Robert Stewart neu geschaffen. Dieser verzichtete 1580 auf die Titel und bekam im Austausch dafür den Titel Earl of March verliehen.
Seinem Neffen Esmé Stewart wurden am 5. März 1580 die Titel Earl of Lennox und Lord Darnley, Aubigny and Dalkeith verliehen. Am 5. August 1581 wurde dieser zudem zum Duke of Lennox, Earl of Darnley und Lord Aubigny, Dalkeith, Torboltoun and Aberdour erhoben. Die Titel erloschen beim Tod des 6. Duke 1672.

## Liste der Lords Darnley

### Lords Darnley, erste Verleihung (1460)
- John Stewart, 1. Earl of Lennox, 1. Lord Darnley († 1495)
- Matthew Stewart, 2. Earl of Lennox, 2. Lord Darnley (1488–1513)
- John Stewart, 3. Earl of Lennox, 3. Lord Darnley († 1526)
- Matthew Stewart, 4. Earl of Lennox, 4. Lord Darnley (1516–1571)
  - durch dessen Enkel König Jakob VI. mit der Krone vereinigt

### Lords Darnley, zweite Verleihung (1562)
- John Stewart, 1. Lord Darnley (1532–1563)
- Francis Stewart, 1. Earl of Bothwell, 2. Lord Darnley (1562–1604) (1592 verwirkt)

### Lords Darnley, dritte Verleihung (1572)
- Charles Stewart, 1. Earl of Lennox, 1. Lord Darnley (1556–1576)

### Lords Darnley, vierte Verleihung (1578)
- Robert Stewart, 1. Earl of Lennox, 1. Lord Darnley (1517–1586) (Titelverzicht 1580)

### Lords Darnley, Aubigny and Dalkeith (1580)
- Esmé Stewart, 1. Duke of Lennox, 1. Lord Darnley, Aubigny and Dalkeith (1542–1583)
- Ludovic Stewart, 2. Duke of Lennox, 2. Lord Darnley, Aubigny and Dalkeith (1574–1624)
- Esmé Stewart, 3. Duke of Lennox, 3. Lord Darnley, Aubigny and Dalkeith (1579–1624)
- James Stewart, 4. Duke of Lennox, 4. Lord Darnley, Aubigny and Dalkeith (1612–1655)
- Esmé Stewart, 5. Duke of Lennox, 5. Lord Darnley, Aubigny and Dalkeith (1649–1660)
- Charles Stewart, 6. Duke of Lennox, 6. Lord Darnley, Aubigny and Dalkeith (1639–1672)